# Heinz-Jürgen Bothe
Heinz-Jürgen Bothe (Berlín, 5 de noviembre de 1941) es un deportista de la RDA que compitió en remo.
Participó en los Juegos Olímpicos de México 1968, obteniendo una medalla de oro en la prueba de dos sin timonel. Ganó una medalla de bronce en el Campeonato Mundial de Remo de 1966 y una medalla de plata en el Campeonato Europeo de Remo de 1969.

## Palmarés internacional
| Juegos Olímpicos   | Juegos Olímpicos          | Juegos Olímpicos  | Juegos Olímpicos   |
| Año                | Lugar                     | Medalla           | Prueba             |
| ------------------ | ------------------------- | ----------------- | ------------------ |
| 1968               | Ciudad de México (México) | Medalla de oro    | Dos sin timonel    |
| Campeonato Mundial |                           |                   |                    |
| Año                | Lugar                     | Medalla           | Prueba             |
| 1966               | Bled (Yugoslavia)         | Medalla de bronce | Ocho con timonel   |
| Campeonato Europeo |                           |                   |                    |
| Año                | Lugar                     | Medalla           | Prueba             |
| 1969               | Klagenfurt (Austria)      | Medalla de plata  | Cuatro con timonel |